# Segundo Cuerpo polaco

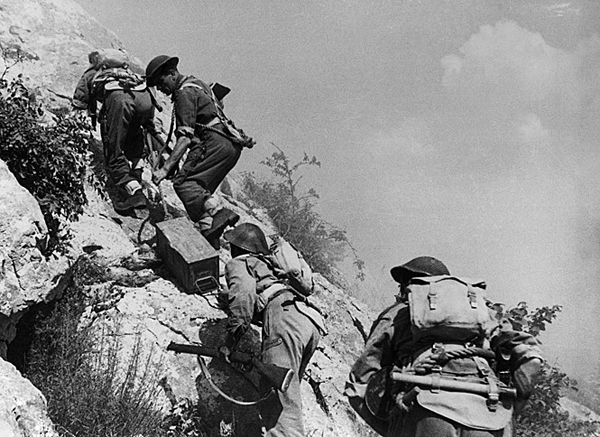
Segundo Cuerpo polaco en ataque en la Batalla de Montecassino

El Segundo Cuerpo Polaco (polaco: II Korpus Polski)- 1943-47, fue una importante unidad táctica y operativa de las Fuerzas Armadas Polacas en el oeste durante la Segunda Guerra Mundial. Fue mandado por el teniente general Władysław Anders y al final de 1945 había llegado a encuadrar a más de 100 000 soldados.

## Historia

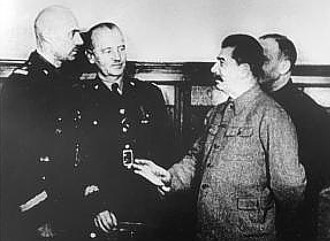
El general Władysław Anders, el primer ministro polaco Władysław Sikorski y Stalin en Kúibyshev (óblast de Novosibirsk). Diciembre de 1941

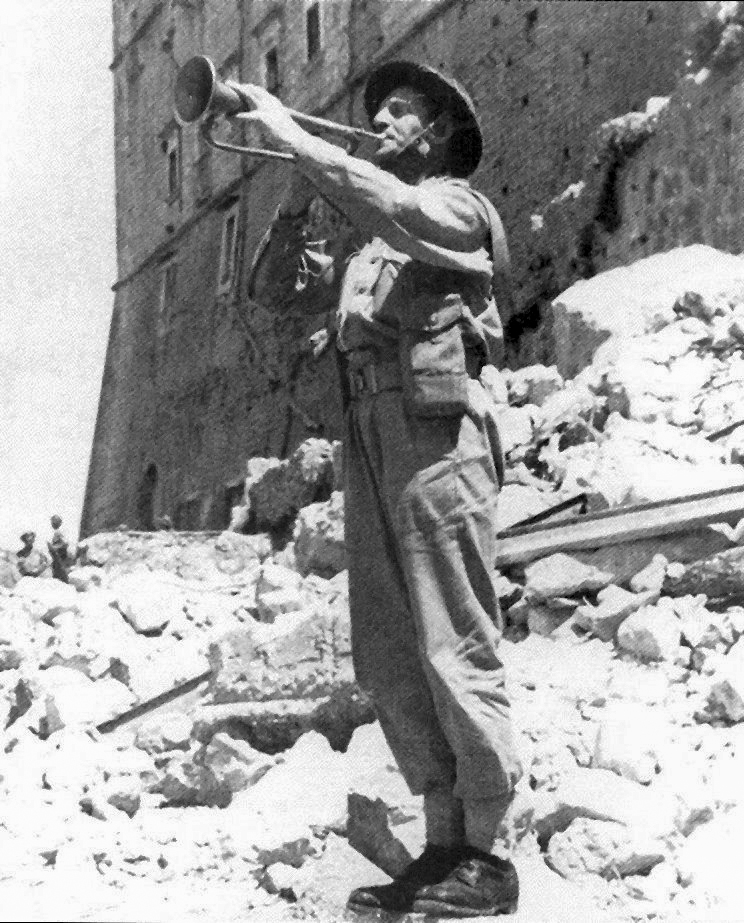
Victoria del Segundo Cuerpo polaco en la Batalla de Montecassino

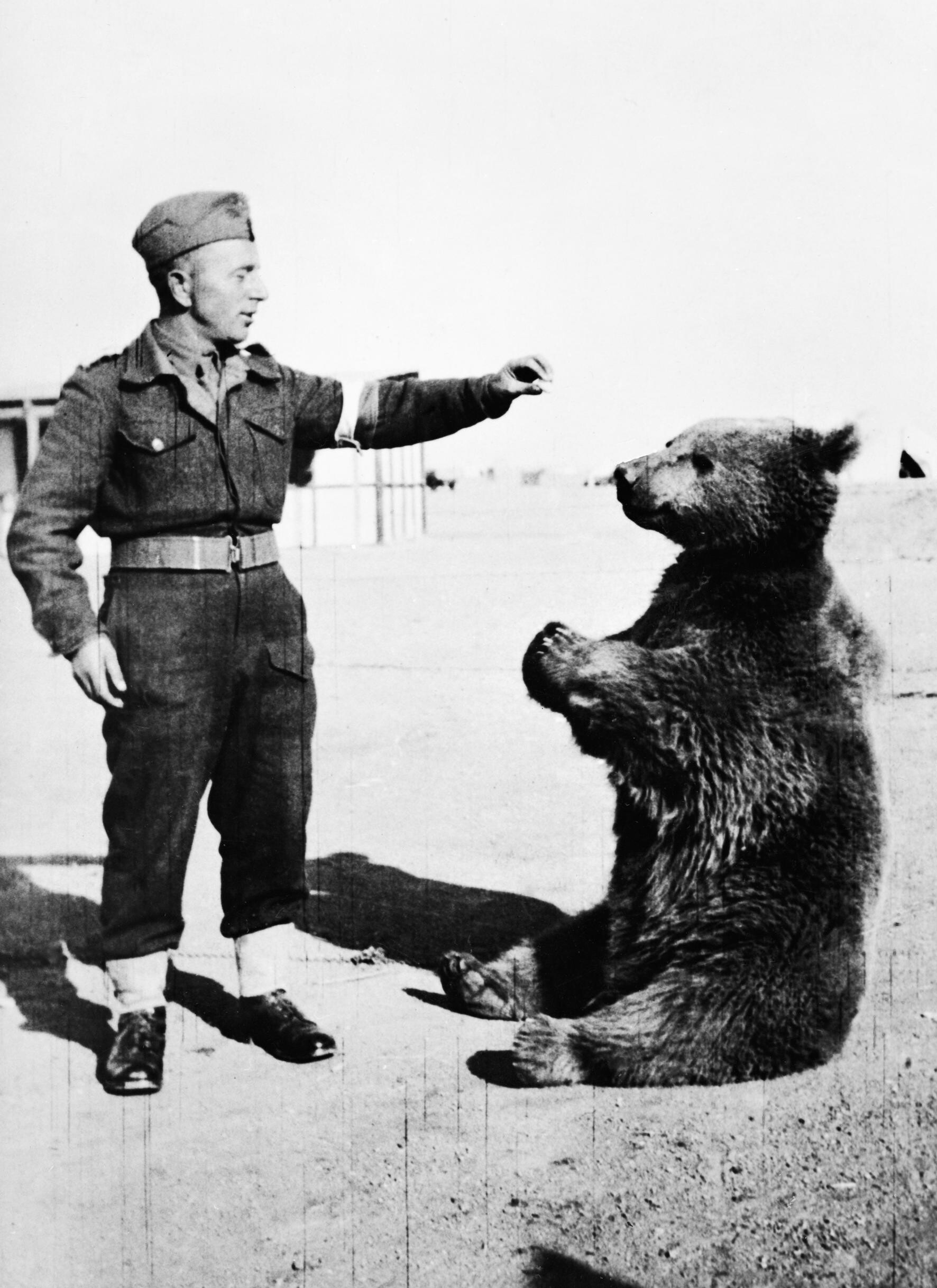
Wojtek un oso pardo avilesino adoptado por los soldados polacos

Tras la firma del acuerdo militar entre Polonia y la Unión Soviética el 14 de agosto de 1941, se creó un ejército polaco en suelo soviético. El primer comandante, el general Michael Tokarzewski, comenzó la tarea de formar este ejército en la ciudad soviética de Tótskoye el 17 de agosto. El comandante elegido por el general Władysław Sikorski, para llevar en crear el nuevo ejército, el general Władysław Anders, acababa de ser liberado de la prisión de Lubianka, en Moscú, el 4 de agosto, y no se emitieron sus primeras órdenes o se anunció su nombramiento como comandante hasta el 22 de agosto.
Este ejército crecería con los años y proporcionaría la mayor parte de las unidades y tropas del Segundo Cuerpo Polaco.
El Segundo Cuerpo Polaco fue creado en 1943 a partir de diversas unidades, luchando al lado de los Aliados en todos los teatros de la Segunda Guerra Mundial. La 3.ª División de los Cárpatos se formó en el Oriente Medio, a partir de pequeñas unidades polacas que luchaban en el Reino de Egipto y Tobruk, así como el Ejército de Polonia en el este, que fue evacuado de la URSS a través del corredor persa. Su creación se basó en la Ley del Ejército Británico de 1940, que permitió a los aliados de las unidades de gobierno en el exilio de Polonia que se agrupan en un teatro de la guerra. Sin embargo, nunca el mando británico acordó incorporar a los exiliados polacos de la Fuerza Aérea en el Cuerpo.
En 1944, el Cuerpo fue transferido del Egipto a Italia, donde se convirtió en una parte independiente del Octavo Ejército Británico al mando del general Oliver Leese. Durante 1944 y 1945 el Cuerpo luchó con distinción en la campaña de Italia, sobre todo durante la cuarta y última Batalla de Monte Cassino, la Batalla de Ancona, durante la operación de Oliva (la lucha en la Línea Gótica, en septiembre de 1944) y la Batalla de Bolonia, y durante la ofensiva final de los Aliados en Italia en marzo de 1945.
En 1944 sumaban alrededor de 50 000 soldados. Durante las tres batallas posteriores el Cuerpo sufrió graves pérdidas (en la fase final de la batalla de Montecassino, incluso las unidades de apoyo fueron movilizadas y utilizadas en combate) y fue el propio general Anders quien sugirió retirar sus unidades. Sin embargo, desde que la Unión Soviética rompió relaciones diplomáticas con el gobierno polaco y a los polacos no se les permitía salir de la URSS, Anders cree que la única fuente de reclutas se adelantó - en alemán campos de prisioneros de guerra y campos de concentración.
En 1945 se añadieron nuevas unidades compuestas en su mayoría por prisioneros de guerra polacos liberados y obligados a unirse a la Wehrmacht (Hiwis), aumentando la cantidad de soldados en aproximadamente 75 000. Aproximadamente 20 000 de ellos fueron transferidos a otras unidades polacas para combatir en el oeste. Después de la guerra las divisiones del Cuerpo se utilizaron en Italia hasta 1946, cuando fueron trasladados al Reino Unido y desmovilizados. La plantilla total de los polacos alistados en el Segundo Cuerpo en 1946 era de 103 000 soldados. La mayoría de los soldados permanecieron en el exilio y se instalaron en el Reino Unido.

### En YouTube
- una canción II CP - Papavers rojos